# John Finis Philips

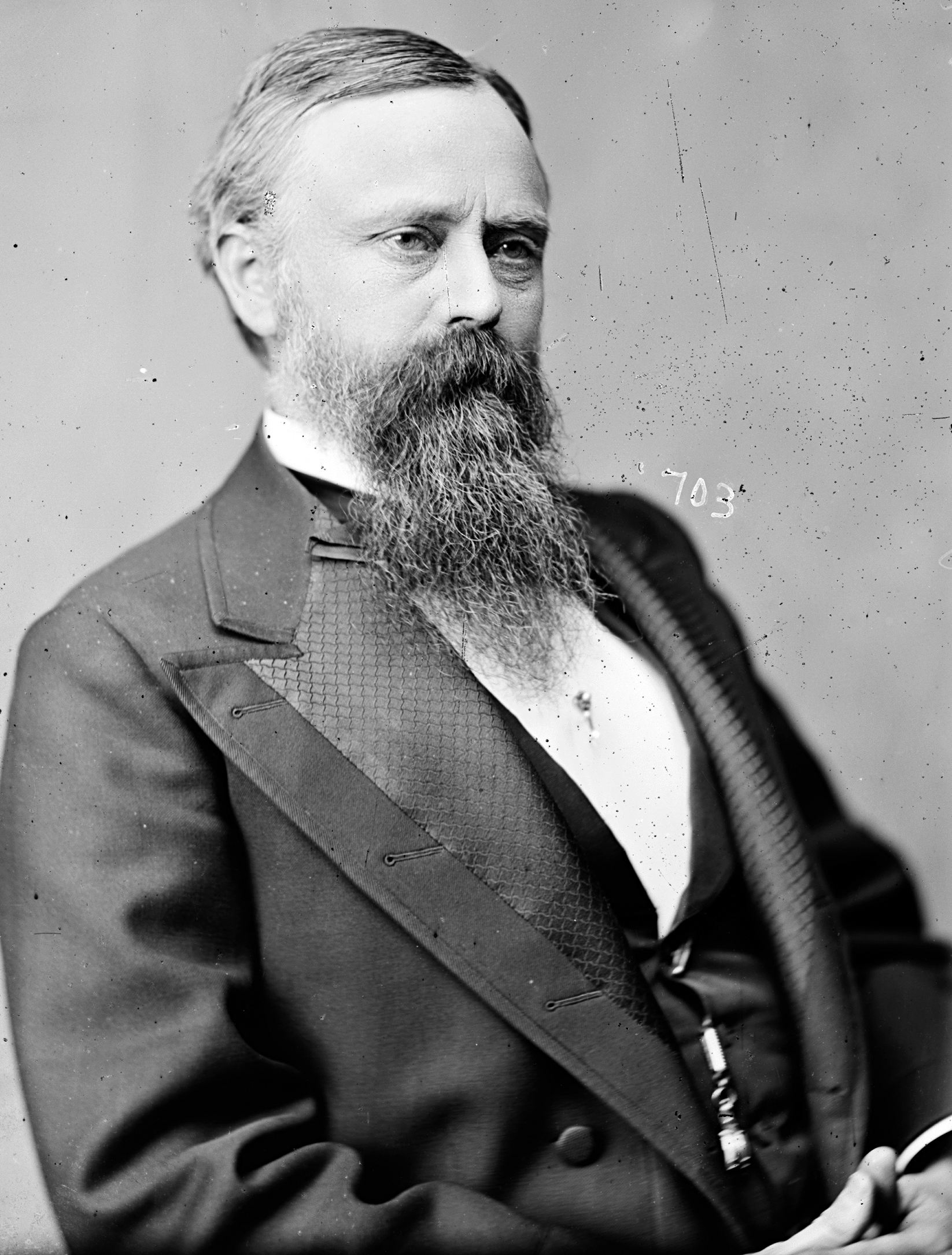
John Finis Philips

John Finis Philips (* 31. Dezember 1834 in Thralls Prairie, Boone County, Missouri; † 13. März 1919 in Hot Springs, Arkansas) war ein US-amerikanischer Jurist und Politiker. Zwischen 1875 und 1877 sowie nochmals von 1880 bis 1881 vertrat er den Bundesstaat Missouri im US-Repräsentantenhaus; später wurde er Bundesrichter.

## Werdegang
John Philips besuchte die öffentlichen Schulen seiner Heimat und studierte danach an der University of Missouri in Columbia sowie dann bis 1855 am Centre College in Danville (Kentucky). Nach einem anschließenden Jurastudium und seiner 1857 erfolgten Zulassung als Rechtsanwalt begann er in Georgetown (Missouri) in diesem Beruf zu arbeiten. Politisch war Philips Mitglied der Demokratischen Partei. Im Jahr 1861 war er Delegierter auf einer Versammlung in Missouri, auf der der Verbleib des Staates bei der Union beschlossen wurde. Während des Bürgerkrieges war er als Oberst Kommandeur des siebten Freiwilligenregiments der Kavallerie von Missouri. Nach dem Krieg praktizierte er in Sedalia als Anwalt. In dieser Stadt war er auch für einige Zeit Bürgermeister.
1868 nahm Philips als Delegierter an der Democratic National Convention in New York teil, auf der Horatio Seymour als Präsidentschaftskandidat nominiert wurde. Im gleichen Jahr kandidierte er noch erfolglos für den Kongress. Bei den Wahlen des Jahres 1874 wurde er dann aber im siebten Wahlbezirk von Missouri in das US-Repräsentantenhaus in Washington, D.C. gewählt, wo er am 4. März 1875 die Nachfolge von Thomas Theodore Crittenden antrat. Bis zum 3. März 1877 konnte er zunächst eine  Legislaturperiode im Kongress absolvieren. Nach dem Tod des Kongressabgeordneten Alfred Morrison Lay wurde Philips bei der fälligen Nachwahl erneut für den siebten Sitz von Missouri als dessen Nachfolger in das US-Repräsentantenhaus in Washington gewählt, wo er zwischen dem 10. Januar 1880 und dem 3. März 1881 die laufende Legislaturperiode beendete. Eine Kandidatur zur Wiederwahl scheiterte im Jahr 1880.
Nach seinem Ausscheiden aus dem US-Repräsentantenhaus zog Philips nach Kansas City, wo er als Rechtsanwalt arbeitete. Zwischen 1883 und 1885 war er Staatsbeauftragter für den Obersten Gerichtshof von Missouri (Commissioner of the Missouri Supreme Court). Von 1885 bis 1888 amtierte er in Kansas City als Berufungsrichter. Zwischen dem 25. Juni 1888 und dem 25. Juni 1910 war Philips dann als Nachfolger von Arnold Krekel Richter am Bundesbezirksgericht für den westlichen Distrikt von Missouri. Danach zog er sich in den Ruhestand zurück. Er starb am 13. März 1919 in Hot Springs und wurde in Kansas City beigesetzt.